# Asdrúbal Meneses
Asdrúbal Meneses Solano (San Rafael; 21 de junio de 1936-Cartago; 23 de mayo de 2014) fue un futbolista costarricense que se desempeñaba como portero.

## Trayectoria
Era conocido como "el meta" o "el loco"  y desde que tenía 13 años, estaba en las divisiones inferiores del Cartaginés. Dos años después, debutó en la Primera División de Costa Rica.
Ese debut fue el 13 de junio de 1954, juego correspondiente al Campeonato de 1953, en donde empató con Alajuelense 1-1 en el Estadio Nacional. Con Cartaginés, jugó toda su carrera hasta 1967, sumó 179 partidos en Primera y ganó la Copa Gastón Michaud 1963.

## Selección nacional
Fue campeón y el mejor arquero del Campeonato de Naciones de la Concacaf de 1963, que fue el primero y se celebró en El Salvador.

### Participaciones en Campeonatos Concacaf
| Copa                                          | Sede        | Resultado | Part. |
| --------------------------------------------- | ----------- | --------- | ----- |
| Campeonato de Naciones de la Concacaf de 1963 | El Salvador | Campeón   | 6     |

## Palmarés

### Títulos nacionales
| Título              | Equipo     | País       | Año  |
| ------------------- | ---------- | ---------- | ---- |
| Copa Gastón Michaud | Cartaginés | Costa Rica | 1963 |

### Títulos internacionales
| Título                                | Equipo     | Sede        | Año  |
| ------------------------------------- | ---------- | ----------- | ---- |
| Campeonato de Naciones de la Concacaf | Costa Rica | El Salvador | 1963 |

### Distinciones individuales
| Distinción                                              | Año  |
| ------------------------------------------------------- | ---- |
| Mejor portero del Campeonato de Naciones de la Concacaf | 1963 |